# Bärfendal
Bärfendal är en ort  i Munkedals kommun, Bohuslän, Västra Götalands län och kyrkby i Bärfendals socken.
I orten finns Bärfendals kyrka, en hembygdsgård och en restaurang.
Bärfendal ligger vid länsväg 174 och har en busshållplats som trafikeras av Västtrafiks linje 872.
Bärfendal har tidigare haft en sparbankskontor tillhörande Länssparbanken Göteborg. År 1980 överlät Länssparbanken kontoret till Uddevalla sparbank.